# Atsushi Natori
Atsushi Natori (jap. 名取 篤, Natori Atsushi; * 12. November 1961 in Urawa (heute: Saitama)) ist ein ehemaliger japanischer Fußballspieler.

## Nationalmannschaft
1988 debütierte Natori für die japanische Fußballnationalmannschaft. Natori bestritt sechs Länderspiele. Mit der japanischen Nationalmannschaft qualifizierte er sich für die Junioren-Fußballweltmeisterschaft 1979.

## Errungene Titel
- Japan Soccer League: 1982
- Kaiserpokal: 1980